# Erik X di Svezia
Eric X (V) Kanutesson (1180 – Visingsö, 10 aprile 1216) è stato re di Svezia dal 1208 al 1216.

## Biografia
Figlio di Canuto I e nipote di Erik IX il Santo, Erik Knutsson era stato esiliato nel 1203 in Norvegia, assieme agli altri tre figli di Canuto, dal rivale Sverker II che governava la nazione dal 1196 con il sostegno militare dei Danesi.
Nel 1208, fatto ritorno in patria, sconfisse Sverker nella battaglia di Lena, costringendolo a riparare in Danimarca, e assumendo la guida della Svezia. Sverker, con l'aiuto dei Danesi, tentò di riconquistare il trono, ma venne nuovamente sconfitto e ucciso nella battaglia di Gestilren nel 1210. Per ripristinare le relazioni con la Danimarca si sposò, sempre nel 1210, con Richeza, sorella del re danese Valdemaro II.
L'incoronazione di Erik segna tradizionalmente la conclusione del processo di cristianizzazione della Svezia. Un secolo dopo la distruzione del tempio pagano di Uppsala ad opera di re Ingold I e la successione di sovrani cristiani, l'autorità reale viene consacrata - per la prima volta - con una cerimonia di incoronazione celebrata dall'arcivescovo di Uppsala.
Nel 1216, Erik morì di febbre nel castello di Näs nell'isola di Visingsö, e Richeza, che era incinta, generò pochi mesi dopo l'unico erede maschio della dinastia: il futuro re Erik XI.